# 위대한 희망
위대한 희망(The Great White Hope)은 미국에서 제작된 마틴 리트 감독의 1970년 드라마 영화이다. 제임스 얼 존스 등이 주연으로 출연하였고 로렌스 터먼 등이 제작에 참여하였다.

## 출연

### 주연
- 제임스 얼 존스
- 제인 알렉산더

### 조연
- 루 길버트
- 조엘 플루엘렌
- 체스터 모리스
- 로버트 웨버
- 마렌느 워필드

## 제작진
- 원작자: 하워드 새클러
- 미술: 존 디커
- 의상: 아이린 세러프